# 天船增一
英仙座29，又名BD+49 899，HD 20365、SAO 23944、HR 987，是英仙座的一颗恒星，视星等为5.15，位于銀經145.6，銀緯-6.06，其B1900.0坐标为赤經3h 11m 30.2s，赤緯+49° -6.06′ 21″。